# Narancssárgalábú ásótyúk
A narancssárgalábú ásótyúk (Megapodius reinwardt) a madarak osztályának tyúkalakúak (Galliformes) rendjébe és az ásótyúkfélék (Megapodiidae) családjába tartozó faj.

## Rendszerezése
A fajt Charles Dumont de Sainte-Croix angol zoológus írta le 1864-ben.

## Alfajai
- Megapodius reinwardt buruensis (Stresemann, 1914)
- Megapodius reinwardt castanonotus (Mayr, 1938)
- Megapodius reinwardt reinwardt (Dumont, 1823)
- Megapodius reinwardt macgillivrayi (G.R.Gray, 1862)
- Megapodius reinwardt tumulus (Gould, 1842)
- Megapodius reinwardt yorki (Mathews, 1929)

## Előfordulása
Délkelet-Ázsiában és Észak-Ausztráliában honos. Elterjedési területe mintegy 35 hosszúsági fokot ölel fel Indonézia középső területen fekvő Lombok szigettől az Új-Guinea keleti részén fekvő Trobriand-szigetig.
Természetes élőhelyei a szubtrópusi és trópusi síkvidéki és hegyi esőerdők, mocsári erdők, mangroveerdők, és száraz cserjések, valamint másodlagos erdők.

## Megjelenése
Testhossza 47 centiméter, testtömege  550-1200 gramm. Az ivarok hasonlóak.
|  |

## Életmódja
Rovarokkal, magvakkal és gyümölcsökkel táplálkozik.

## Szaporodása
Növényi anyagokból egy halmot készít a pár, ebbe rakják a tojásaikat, ahol a termelt hőt a szerves anyagok bomlása szolgálja és kelti ki a tojásokat.

## Természetvédelmi helyzete
Az elterjedési területe nagyon nagy, egyedszáma pedig stabil. A Természetvédelmi Világszövetség Vörös listáján nem fenyegetett fajként szerepel.